# Thomas C. Power
Thomas C. Power (Dubuque, 1839. május 22. – Helena, 1923. február 16.) az Amerikai Egyesült Államok szenátora (Montana, 1890–1895).